# Dingo joue au baseball
Pour plus de détails, voir Fiche technique et Distribution.
Dingo joue au baseball (titre original : How to Play Baseball) est un court métrage d'animation américain réalisé par Jack Kinney et produit par les studios Disney avec Dingo, sorti en 1942.

## Synopsis
Dingo montre  à sa manière comment jouer au baseball.

## Fiche technique
- Titre original :  How to Play Baseball
- Titre  français :  Dingo joue au baseball
- Série : Dingo / Comment... (How to...)
- Réalisation :  Jack Kinney
- Animation :  Ollie Johnston
- Production : Walt Disney
- Société  de  production : Walt Disney Productions
- Société de distribution : RKO Radio Pictures et Buena Vista Distribution
- Format :  Couleur (Technicolor) - 35 mm - 1,37:1 - Son mono (RCA Sound System)
- Durée :  8 minutes[1]
- Langue :  Anglais
- Pays de production :  États-Unis
- Date de  sortie :
  - États-Unis : 4 septembre 1942[2]

## Voix originales
- George Johnson : Dingo
- Fred Shields : Narrateur

## Voix françaises

### 1erdoublage (années 1980)
- Francis Lax : Narrateur / l'arbitre

Note : Les joueurs se disputant à la fin ne sont pas doublés.

### 2edoublage (1990)
- Daniel Gall : Narrateur
- Michel Vocoret : l'arbitre

## Commentaires
Ce film est le second de la sous-série Comment... (How to...). Sa production n'a duré que 12 semaines afin d'être diffusé avec le long métrage The Pride of the Yankees de Samuel Goldwyn.
Il étrenne un groupe de quatre films, associés directement ou pas à la thématique du sport utilisant de multiples incarnations de Dingo. Les trois autres films, Dingo joue au football (1944), La Castagne (1945) et Double Dribble (1946) traitant respectivement du football américain, du hockey sur glace et du basket-ball, ont de plus la particularité d'associer aux joueurs des noms d'animateurs ou employés de Disney.

## Titre en  différentes langues
- Argentine : Cómo jugar al béisbol
- Suède : Hur man spelar baseball, Jan Långben idrottar, Jan Långben spelar baseball

Source : IMDb

## Sorties DVD
- Les Trésors de Walt  Disney : L'Intégrale de Dingo (1939-1961).

## Voir  aussi

### Liens  externes
- « Dingo joue au baseball » (présentation de l'œuvre), sur l'Internet Movie Database